# Suimanga fosc
El suimanga fosc (Cinnyris fuscus) és un ocell de la família dels nectarínids (Nectariniidae).

## Hàbitat i distribució
Habita zones àrides i rocoses de l'oest i sud-oest d'Angola, cap al sud, a través de Namíbia i sud-oest de Botswana fins al nord-oest i nord de Sud-àfrica.